# Gonnoscodina
Gonnoscodina (en sard, Gonnoscodina) és un municipi italià, dins de la província d'Oristany. L'any 2007 tenia 542 habitants. Es troba a la regió de Marmilla. Limita amb els municipis de Baressa, Gonnostramatza, Masullas, Siddi (VS) i Simala.

## Administració
| Període | Identitat      | Partit         |
| ------- | -------------- | -------------- |
| 2005-   | Emanuele Cauli | Centreesquerra |